# Great Dunmow
Great Dunmow – miasto i civil parish w Anglii, w hrabstwie Essex, w dystrykcie Uttlesford. Leży 18 km na północny zachód od miasta Chelmsford i 53 km na północny wschód od Londynu. W 2011 roku civil parish liczyła 8830 mieszkańców.